# Cuminestown
Cuminestown är en ort i Storbritannien.   Den ligger i kommunen Aberdeenshire och riksdelen Skottland, i den norra delen av landet, 700 km norr om huvudstaden London. Cuminestown ligger 95 meter över havet och antalet invånare är 492.
Terrängen runt Cuminestown är platt. Runt Cuminestown är det glesbefolkat, med 18 invånare per kvadratkilometer. Närmaste större samhälle är Turriff, 7,4 km väster om Cuminestown. Trakten runt Cuminestown består till största delen av jordbruksmark.